# Fistula urahusa
Fistula urahusa ili fistula ductusa omphaloentericus-a jedna je od anaomalija u razvoju koja nastaje usled perzistencije ovog duktusa koji predstavlja embrionalni spoj creva i žumančane kese. Kod kompletne fistule na spoljnom otvoru se cedi sluzavo – fekulentni sadržaj koji jako macerira kožu oko pupka.

## Epidemiologija
Ostaci i fistule urahusa su veoma retki i obično nisu uzrok značajnog morbiditeta u populaciji. 

## Etiopatogeneza
Urahus je kanal koji povezuje fetalnu bešiku i alantois, strukturu koja ulazi u sastav umbilikalne (pupčane) vrpce i koji u jednom trenutku embrionalnog razvoja obliterira, transformišući se u solidnu vrpcu i nestaje. Ukoliko obliteracija urahusa izostane, ostaje otvorena fistula između mokraćne bešike i pupka.
Slično omfaloenteričnom kanalu, i ostaci urahusa imaju nekoliko rezidualnih varijeteta fistula: 
1. Divertikulum, na fundusu mokraćne bešike,
2. Urahusna fistula pupka,
3. Urahusni sinus pupka,
4. Urahusna cista
5. Fibrozna traka, koja se pruža sa fundusa mokraćne bešike do unutrašnje površine pupka kao medijalni vezikoumbilikalni ligament.[2]

## Klinička slika
Vodeći simptom kod fistule urahusa je urinarna sekrecija na pupku, koja postoji od rođenja i dovodi do iritacije i infekcije pupka. Ređe može doći i do nastanka urinarne infekcije. 

## Dijagnoza
Dijagnoza se postavlja ultrazvučnim pregledom, a definitivno potvrđuje mikcionom cistouretrografijom. diferencijalna dijagnoza ukazuje na omfalitis druge etiologije, granulom pupka, perzistentan omfaloenterični kanal, urahusni sinus itd. 

## Terapija
Lečenje je isključivo hirurško i podrazumeva kompletnu resekciju urahusne fistule ili drugog urahusnog ostatka. Prognoza je dobra.

## Spoljašnje veze
- Дечја хирургија Архивирано на веб-сајту  (9. мај 2021)

|  | Molimo Vas, obratite pažnju na važno upozorenje u vezi sa temama iz oblasti medicine (zdravlja). |